# Kamet
Kamet é uma montanha do Himalaia, com 7756 m de altitude, situada no estado de Uttarakhand. É a terceira mais alta da Índia e a 29.ª do mundo, sendo considerada um pico ultraproeminente com 2825 m de proeminência topográfica (121.ª do mundo).